# معركة ألما
معركة ألما (بالتركية الحديثة: Alma Muharebesi، وبالروسية: Сражение на Альме، وبالإنجليزية: Battle of the Alma، وبالفرنسية: Bataille de l'Alma) هي معركة وقعت جنوب نهر ألما في شبه جزيرة القرم يوم 20 سبتمبر 1854، وتعد أول معارك حرب القرم.
اشتركت في المعركة القوات الفرنسية والإنجليزية تحت قيادة القائد الفرنسي جاك ليروي دي سان أرنو والقائد الإنجليزي اللورد رجلان، وشارك فيها الألاي 13 جي والألاي 14 جي من اللواء الثالث المصري بقيادة سليمان باشا الأرناؤوطي. وأسفرت المعركة عن هزيمة الروس بقيادة الجنرال ألكسندر منشكوف، الذي خسر في المعركة حوالي ستة آلاف من جنوده.